# Oleksandr Kvatxuk
Oleksandr Kvatxuk (en ucraïnès Олександр Квачук; 23 de juliol de 1983) és un ciclista ucraïnès, professional del 2004 al 2014.

## Palmarès
- 2001
  -  Campió del món júnior en ruta
  - 1r al Giro de la Lunigiana
  - 1r al Giro de Basilicata
- 2011
  -  Campió d'Ucraïna en ruta
  -  Campió d'Ucraïna en contrarellotge

### Resultats a la Volta a Espanya
- 2012. 125è de la classificació general